# Loi de Kozeny-Carman
La loi de Kozeny-Carman est dérivée de la loi de Poiseuille. C'est une loi semi-empirique utilisée pour décrire les phénomènes de filtration, formulée en 1927 par l'universitaire autrichien Josef Kozeny.

## Formulation
{\displaystyle v={\frac {\Delta (P)}{\eta L}}{\frac {\varepsilon ^{3}}{KS^{2}(1-\varepsilon )^{2}}}}
avec:
- {\displaystyle v}, vitesse du flux en fut vide (en absence du milieu poreux) ({\displaystyle {\rm {m/s}}})
- {\displaystyle \Delta (P)}, différence de pression aux deux extrémités du milieu poreux ({\displaystyle {\rm {Pa}}})
- {\displaystyle \eta }, viscosité dynamique de la phase fluide ({\displaystyle {\rm {Pa\cdot s}}})
- {\displaystyle L}, longueur du milieu poreux ({\displaystyle {\rm {m}}})
- {\displaystyle \varepsilon }, porosité du lit poreux
- {\displaystyle K}, constante de Kozeny (comprise entre 3 et 10 en général)[1]
- {\displaystyle S}, surface spécifique des particules composant le lit ({\displaystyle {\rm {m^{2}/m^{3}}}})

Comme la loi de Poiseuille, elle indique que la vitesse du flux {\displaystyle v} est directement proportionnelle à la chute de pression {\displaystyle \Delta (P)} le long du medium et à la surface du lit poreux (filtre) {\displaystyle S}, et inversement proportionnelle à la viscosité du fluide {\displaystyle \eta } et à l'épaisseur du lit poreux {\displaystyle L}. Pour caractériser le matériel composant le lit, deux nouvelles variables ({\displaystyle \varepsilon } et {\displaystyle S}) sont introduites en remplacement du rayon capillaire de la loi de Poiseuille. Le paramètre {\displaystyle K} est utilisé pour décrire la géométrie du milieu.
Une forme simplifiée peut être utilisée pour mesurer la vitesse de sédimentation des particules dans une suspension, la sédimentation étant considérée comme la conséquence de la pénétration du liquide dans les pores des particules (qui les alourdit et entraîne leur chute).
{\displaystyle v={\frac {\Delta (\rho )g}{k\eta S_{v}^{2}}}{\frac {\varepsilon ^{3}}{1-\varepsilon }}}
avec :
- {\displaystyle v}, vitesse de sédimentation de la particule liée à leur vitesse de migration du liquide à l'intérieur des pores des particules ({\displaystyle {\rm {m/s}}})
- {\displaystyle \Delta (\rho )=\rho _{p}-\rho _{f}}, différence de masse volumique entre la particule (phase dispersée) et le fluide (phase continue)
- {\displaystyle \eta }, viscosité de la phase liquide
- {\displaystyle S_{v}^{2}}, surface spécifique de la couche solide ({\displaystyle {\rm {cm^{2}/cm^{3}}}})
- {\displaystyle g}, accélération ({\displaystyle {\rm {m/s^{2}}}})
- {\displaystyle k}, constante de Kozeny (k=5 en général)
- {\displaystyle \varepsilon }, facteur de porosité de la phase solide
- {\displaystyle 1-\varepsilon }, proportion de la phase dispersée (phase solide dans une suspension)